# مچ (شبکه تلویزیونی)
مچ (روسی: Матч ТВ)یک شبکه سراسری روسی زبان است که ارایه محتوا را از سال ۲۰۱۵آغاز کرد. این کانال به دستور پرزیدنت ولادیمیر پوتین ساخته‌شد.